# Armin Günther
Armin Günther (* 24. April 1924 in Schneeberg, Erzgebirge; † 31. Januar 2003) war ein deutscher Fußballspieler.
Armin Günther begann in Schneeberg mit dem Fußball. 1946 kam er zu BSG Wismut Aue und spielte sich mit der Mannschaft von der Kreisklasse bis zur Oberliga. Seine größten Erfolge waren der zweimalige Gewinn der DDR-Meisterschaft 1956 und 1957 und der FDGB-Pokal-Sieg 1955. Sein letztes Oberliga-Spiel bestritt Armin Günther am 31. August 1958 auswärts beim SC Motor Jena (0:1). Insgesamt bestritt er 145 Oberliga-Spiele (46 Tore) von 1951 bis 1958.
Nach seiner Karriere erfolgte von 1960 an ein Trainerstudium. Ab 10. März 1962 übernahm er als Nachfolger von Manfred Fuchs den Cheftrainer-Posten bei seinem alten Club und nunmehr viermaligen DDR-Meister SC Wismut Karl-Marx-Stadt, den er bis zum Ende der Saison 1964/65 innehatte. Danach wurde er Trainer beim damaligen Bezirksligisten BSG Aktivist Böhlen, den er prompt in die zweitklassige DDR-Liga führte. Zwar stiegen die Randleipziger in der Saison 1966/67 gleich wieder ab, doch in der Folgesaison 1967/68 qualifizierten sich die Böhlener erneut für die DDR-Liga. In der letzten Saison unter Günther erreichte die mittlerweile durch einen Trägerbetriebswechsel BSG Chemie Böhlen umbenannte Mannschaft einen guten Mittelfeldplatz. Seit der Ära Günther spielte die Böhlener anschließend im Spielbetrieb des DFV immer zweit- oder erstklassig. Im Sommer  1969 kehrte Günther zu Wismut Aue zurück und übernahm als Verantwortlicher die Nachwuchsabteilung die Junioren-Oberliga-Mannschaft.
Danach war er jeweils Assistenztrainer unter Bringfried Müller (1975–1977), Manfred Fuchs (1977–1981) und Hans-Ulrich Thomale (1981–1985).
| Personendaten    | Personendaten            |
| ---------------- | ------------------------ |
| NAME             | Günther, Armin           |
| KURZBESCHREIBUNG | deutscher Fußballspieler |
| GEBURTSDATUM     | 24. April 1924           |
| GEBURTSORT       | Schneeberg               |
| STERBEDATUM      | 31. Januar 2003          |